# ویلیام چامسکی
ویلیام چامسکی (انگلیسی: William Chomsky؛ ۱۵ ژانویهٔ ۱۸۹۶ – ۱۹ ژوئیهٔ ۱۹۷۷) دانشور زبان عبری آمریکایی بود. او در امپراتوری روسیه (اوکراین امروزی) زاده شد و در سال ۱۹۱۳ در آمریکا ساکن شد. وی در سن ۸۱ سالگی در فیلادلفیا درگذشت.